# 스키아비디아브루초
스키아비디아브루초(이탈리아어: Schiavi di Abruzzo)는 이탈리아 아브루초주 키에티도에 있는 코무네이다. 로마로부터 225 km 거리에 있고 아름다운 전경으로 잘 알려져 있으며 현대적인 개발이 많이 이루어지지 않아서 중세와 르네상스 시대의 건물들이 잘 보존되어 있다.